# Pomacentrus azuremaculatus
 Pomacentrus azuremaculatus és una espècie de peix de la família dels pomacèntrids i de l'ordre dels perciformes.

## Morfologia
Els mascles poden assolir els 12 cm de longitud total.

## Distribució geogràfica
Es troba a Tailàndia i al Mar de Java (Indonèsia).